# Ogražden
Ogražden (makedonski i bugarski: Огражден) je granična planina na jugoistoku Sjeverne Makedonije i jugozapadu Bugarske. Planina je dio planinskog masiva Belasica - Osogovske planine. 
Nalazi se sjeverno od planine Belasice, sjevernoistočno od grada Strumice, i sjeverozapadno od bugarskog grada Petriča.
Najviši vrh planine je Ograždenec visok 1 744 metara, nalazi se na sjevernomakedonskom dijelu planine, na bugarskoj strani, najviša točka je Bilska čuka s 1 644 m.